# Elimelech de Lizensk
El Rebe Elimelech Weisblum de Lizhensk (1717 - 11 de març de 1787), va ser un rabí hassídic i un dels grans rebes fundadors del moviment hassídic, va néixer a Tykocin, i va morir a Leżajsk (en jiddisch: ליזענסק - Lizhensk), un municipi situat prop de Rzeszów a Polònia. El rabí Elimelech, fou deixeble del Rebe Dov Ber Ben Avraham, el Maguid de Mezritch, el segon líder del moviment hassídic. El lideratge del moviment jasídic es va descentralitzar després de la tercera generació, després de la mort del Rebe Dov Ber de Mezritch en 1772.
El hassidisme es va estendre a noves àrees de l'Europa de l'Est, i això va conduir a una ràpida expansió i revitalització del moviment jasídic.

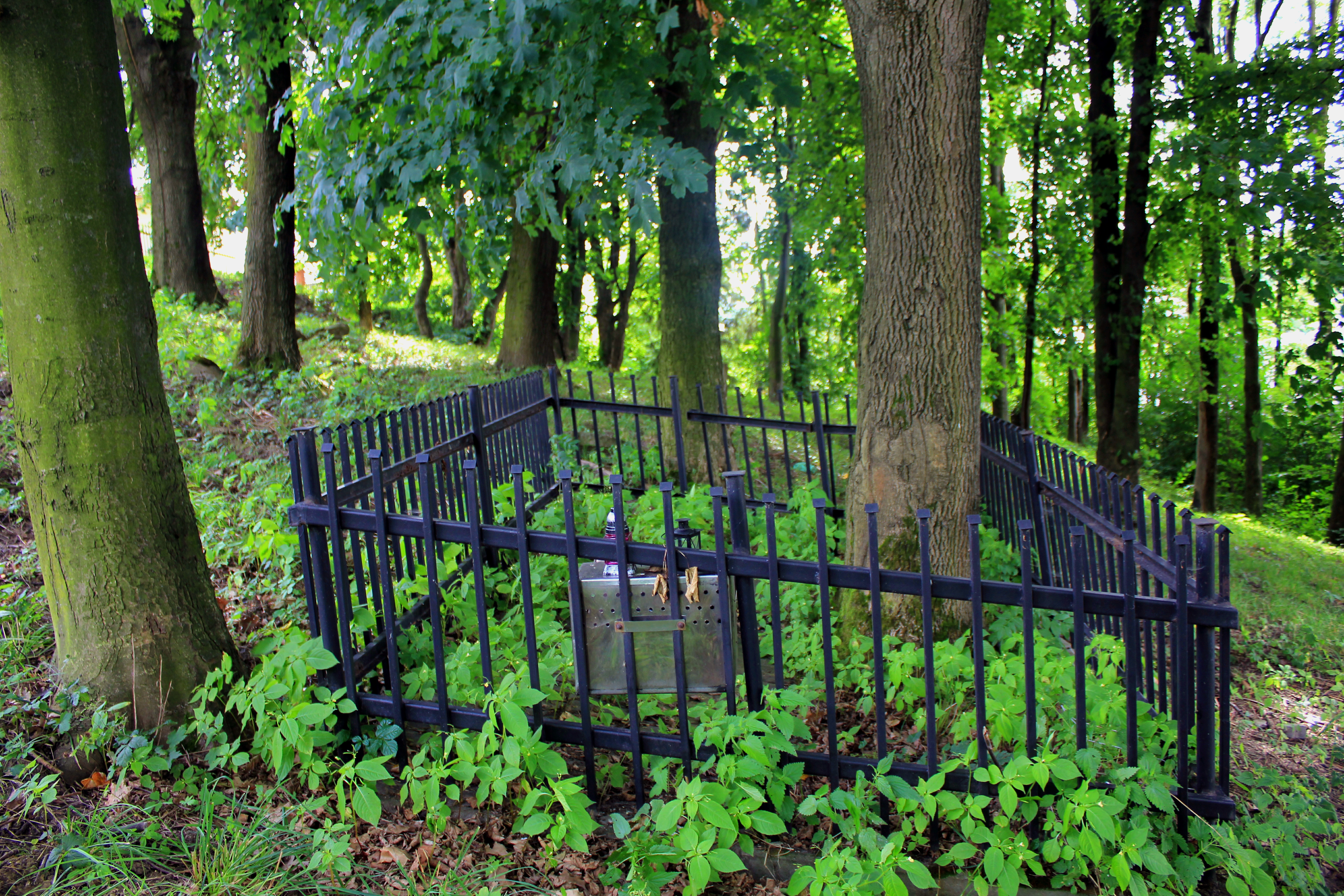
La tumba de la hija de Elimelech, Ester Etel Elbaum (m. 1800) en el Antiguo cementerio judío en Frysztak en Polonia el 2013.

El rabí Elimelech va ser l'autor de l'obra clàssica Noam Elimelech. El Rebe de Lizensk, va desenvolupar la teoria hassídica del Tzadik, com a part de la doctrina completa del hassidisme pràctic i popular. Això va formar el caràcter social del lideratge místic, un element clau del hassidisme. Com a fundador del hassidisme a Polònia i a Galítsia, la seva influència va fer que molts seguidors d'altres dinasties hassídiques fossin els seus deixebles a principis del segle xix. Entre ells hi havia el Chozeh de Lublin, juntament amb Yisrael Hopstein, el Maguid de Kozhnitz i el rabí Menachem Mendel de Rymanów, un dels tres pares del hassidisme polonès, aquests rabins van promoure l'expansió del hassidisme a Polònia. Per això, el rabí Elimelech de Lizensk, és venerat per diverses corrents del hassidisme, especialment per les dinasties hassídiques, que tenen el seu origen a Polònia, ja que les dinasties hassídiques d'origen polonès, han rebut la influència del Rebe de Lizensk. Actualment, la seva tomba a Lezajsk, Polònia, és visitada per milers de fidels del hassidisme, especialment durant l'aniversari (yahrzeit) de la seva mort el 21 d'Adar.